# Peter Funnekötter
Peter Funnekötter (født 11. juni 1946 i Münster, Tyskland) er en tysk tidligere roer.
Funnekötter vandt en bronzemedalje for Vesttyskland i firer uden styrmand ved OL 1972 i München. De tre øvrige medlemmer af båden var Joachim Ehrig, Franz Held og Wolfgang Plottke. Den vesttyske båd kom ind på tredjepladsen i finalen, hvor Østtyskland vandt guld, mens New Zealand tog sølvmedaljerne. Det var det eneste OL, Funnekötter deltog i.
Funnekötter vandt desuden en VM-sølvmedalje i firer uden styrmand i 1970, samt en EM-bronzemedalje i samme disciplin i 1971.

## OL-medaljer
- 1972:  Bronze i firer uden styrmand